# ホャホャラー
「ホャホャラー」は、2006年12月 - 2007年1月、NHKの「みんなのうた」で放送された曲。作詞：安斎肇、作曲：安斎肇と古田たかし、編曲：古田たかしとフーレンズ、歌：安斎肇とフーレンズ。

## 概要
成長過程で変態する海産動物「ホヤ」を気に入った安齋肇が、親交の深い古田たかし、谷田一郎と共に書き下ろした楽曲。
曲名の「ホャホャラー」とは「For your for your love」を早口で言うと聞こえる空耳で、歌詞にも登場する。また中盤に登場する呪文「！ウーユバリア！ウーユバリウ」とは「We love you! I love you!」の綴りを逆から読んだもの。
「フーレンズ（Foollens）」は2006年に結成した安齋肇ボーカルのバンドで、本楽曲がデビューとなった。当時のメンバーは淡谷三治（テナーサックス、コーラス）、元東京おとぼけキャッツのボーン助谷（トロンボーン）、元東京ブラボーの坂本みつわ（コーラス）、古田たかし（ドラム）の5人編成。
映像は安斎肇のキャラクターとCMディレクターの谷田一郎のアニメーション、ホヤのキャラクターが仲間たちと海の中で探索するというもの。